# Гоба (город)
Гоба (амх. ጎባ) — город в Эфиопии, расположен в регионе Оромия.

## История
До 1995 года город был столицей региона Бале, который затем был разделен между регионами Оромия и Сомали.

## Географическое положение
Центр города располагается на высоте 1512 метров над уровнем моря.

## Демография
Население города по годам:
| 1974   | 1994   | 2012   |
| ------ | ------ | ------ |
| 15 650 | 28 358 | 65 789 |